# Den ståndaktige tennsoldaten
Den ståndaktige tennsoldaten (danska: Den standhaftige Tinsoldat) är en konstsaga av den danske författaren H.C. Andersen från 1838. 
Sagan handlar om en enbent tennsoldat som blir kär i en pappers-balettdansös. Efter ett par riskfyllda äventyr slutar sagan med att tennsoldaten och pappersdansösen faller in i en brinnande kakelugn. När elden har slocknat, återstår bara ett tennhjärta och dansösens paljett i askan.
Liksom i Herdinnan och sotaren märks här Andersens förmåga att få liv och personlighet i vardagliga ting. De båda berättelserna handlar om kärlek mellan vardagliga ting, men den ena slutar med att kärleksparet dör tillsammans, medan den andra går ut på att kärleksparet lever lyckliga i alla sina dagar. 
Berättelsen har filmatiserats flera gånger och blivit balett.